# Ariel Zeev Picker Schatz
Ariel Zeev Picker Schatz (Ciudad de México, 7 de abril de 1974) es un empresario mexicano que ha destacado en la creciente industria de seguridad, tanto a nivel nacional como internacional.

## Biografía
Nacido en la Ciudad de México el 7 de abril de 1974, Picker se graduó como ingeniero industrial en la Universidad Iberoamericana de la Ciudad de México, cuenta con una maestría en Alta Dirección de Empresas por el IPADE además de posgrados en HBS y Stanford. Ha trabajado en diversas instituciones privadas y públicas.
Como especialista en tecnología para la seguridad, Ariel Picker ha liderado el desarrollo de diversos avances como alarmas vecinales que permiten crear un enlace directo con los Centros de Monitoreo.
De la misma manera, el empresario mexicano ha participado como ponente en diversos foros como Visión Engen en donde habló sobre su experiencia como empresario y la situación que vive México en la actualidad.
Por otra parte en el Foro Iberoamericano Futuro en Español Innovación, Emprendimiento y Competitividad, el empresario habló sobre las ventajas de la tecnología para mejorar la calidad de vida de los ciudadanos.
De la misma manera, el empresario a través de Seguritech privada ha realizado labores altruistas al apoyar a jóvenes promesas a cumplir sus objetivos.
Tal es el caso de Andrés González quien representó a México en la World Robotic Olympiad y fue patrocinado por Seguritech.
Por otro lado, también brindó su apoyo a Jonathan Sánchez, estudiante de la Ingeniería en Aeronáutica de la Universidad Politécnica Metropolitana de Hidalgo a quien patrocinó para poder viajar a la NASA.

## Actividad Empresarial
Ariel Zeev Picker Schatz es fundador y presidente de Seguritech Privada, una empresa pionera en innovación tecnológica y de inteligencia en México con presencia en otros países de Latinoamérica.
Además, preside la Fundación en Movimiento A.C., creada para erradicar y prevenir el acoso escolar en las escuelas y crear centros de trabajo libres de mobbing, promoviendo la Educación para la Paz.